# Dennstaedtia remota
Dennstaedtia remota là một loài dương xỉ trong họ Dennstaedtiaceae. Loài này được Diels mô tả khoa học đầu tiên năm 1899.
Danh pháp khoa học của loài này chưa được làm sáng tỏ. 